# Nuovo ponte ferroviario sul Po tra Ostiglia e Revere
Il nuovo ponte ferroviario sul Po tra Ostiglia e Revere è un'infrastruttura ferroviaria della linea Bologna-Verona che attraversa il fiume Po, posta tra le stazioni di Ostiglia e Poggio Rusco, in provincia di Mantova.
Costato 28 milioni di euro, il ponte in acciaio fu inaugurato il 14 dicembre 2008 in sostituzione del vecchio ponte realizzato all'inizio del Novecento,. Il nuovo ponte ferroviario è costituito da un due collegamenti affiancati della lunghezza complessiva di 939,40 metri, misura che rappresenta il primato del ponte ferroviario in acciaio più lungo d'Italia.
Il ponte ferroviario sul fiume Po tra Ostiglia e Revere, di proprietà di Rete Ferroviaria Italiana, rappresenta un'infrastruttura strategica per i collegamenti sull'asse ferroviario Berlino-Palermo (corridoio 1 della rete ferroviaria trans-europea - TEN-R).

## Storia
I progetti di Italferr per la realizzazione del raddoppio dei binari della linea Bologna-Verona risalgono agli anni 1970-1980, e dovevano concludersi in vista del campionato mondiale di calcio di Italia 1990, tuttavia per ritardi burocratici e disinteresse dei politici l'inizio dei lavori per la costruzione del ponte iniziarono molto tempo dopo. A seguito dell'eccezionale piena del fiume Po del 13-16 ottobre 2000, il progetto del ponte dovette essere rivisto e rinforzato nei piloni.
L'appalto venne affidato solo nel 2002, con iniziale aggiudicazione alla Cooperativa costruttori di Argenta per 14 milioni di euro. Tuttavia, poco dopo la cantierizzazione nella sponda meridionale di Revere, la cooperativa ferrarese entrò in una gravissima crisi finanziaria che la portò al fallimento, tanto che nel luglio 2003 la committente RFI fu costretta a revocare il contratto per inadempimento. La ditta Bonatti di Parma invece continuò a produrre le parti metalliche da montare sulla sponda settentrionale di Ostiglia. Dopo due gare andate deserte, l'appalto da 20 milioni di euro viene riaffidato nel 2005 ad un consorzio temporaneo di imprese guidate dalle aziende Matarrese di Bari e Fondazioni Speciali di Parma. Durante i lavori vennero ritrovati a più riprese numerosi ordigni bellici inesplosi lanciati nella seconda guerra mondiale per colpire il vecchio ponte ferroviario.
Per la realizzazione dei piloni (composti da 700.000 metri cubi di cemento ognuno) venne realizzata nell'alveo del fiume Po una grande penisola temporanea lunga 200 metri e di 50 milioni di metri cubi di materiale inerte (poi rimossa a lavori ultimati).
Nell'estate 2006 iniziò la fase di montaggio e installazione delle travature metalliche, ad opera del Consorzio stabile costruzioni metalliche impianti & infrastrutture (Ccmi) formato dalle società Omba di Vicenza e Tectubi di Piacenza.
La realizzazione della prima linea ferroviaria venne conclusa il 28 agosto 2008, quattro mesi prima del previsto. Il 19 novembre successivo è transitato il primo treno speciale predisposto per il collaudo dell'infrastruttura. L'ultimo treno a partire dalla vecchia stazione di Ostiglia e a transitare sulla vecchia linea, dopo 97 anni dalla prima apertura della linea ferroviaria, fu il treno 2268 partito da Ostiglia alle 20.37. Il treno 11445 delle ore 5.55 del 14 dicembre 2008 fu primo a percorrere l'attuale tracciato.
A metà giugno del 2009 partirono i collaudi anche della seconda linea del ponte, definitivamente aperto il successivo 26 luglio.
Negli anni di apertura del cantiere si è verificato un incidente mortale sul lavoro, con un operaio addetto alla verniciatura caduto dal ponte e scomparso nel fiume.

## Caratteristiche
Il ponte, le cui testate sono poste alle chilometriche 67+060 e 68+005,  unisce le due sponde del fiume Po, distanti in linea d'aria circa 500 metri. Il ponte, pesante 12.652 tonnellate, è classificato nella categoria "A", che consente il transito dei treni alla velocità di 200 km/h.
Il doppio ponte, realizzato in acciaio e calcestruzzo, è costituito da 12 travature reticolari metalliche a passaggio inferiore di due lunghezze (73,6 e 64,4 metri), larghezza di 6,6 metri e peso medio di 550 tonnellate ognuna, poggianti su pilastri in calcestruzzo realizzati sul letto del fiume. Le travature sono state realizzate ed assemblate sulla sponda fluviale settentrionale di Ostiglia, quindi sollevate con un argano con portata di 750 tonnellate e appoggiate in sequenza sulle rulliere, che hanno fatto scivolare tutta la struttura metallica trainata da funi lungo le pile precedentemente realizzate, fino al completamento del ponte.